# Walking on the Moon
«Walking on the Moon» —en español: «Caminando en la Luna»—, es una canción del grupo musical británico The Police, incluida en su segundo álbum de estudio, titulado Reggatta de Blanc (1979). Fue publicada como sencillo el 4 de noviembre de 1979. Alcanzó el segundo número uno en el Reino Unido después de la canción «Message in a Bottle», pero no en Estados Unidos. Es una de las canciones con más influencias del género reggae de The Police.
El video musical de la canción fue filmado en el Kennedy Space Center el 23 de octubre de 1979. Cuenta con los integrantes del grupo musical mientras se muestra la nave espacial en medio de la canción, intercalado con imágenes de la NASA. Tanto Sting y Andy Summers, tocan la guitarra (no bajo) en el video, y Stewart Copeland golpea con sus baquetas el cohete lunar Saturno V.

## Versiones
- La banda británica de soul/funk Hot Chocolate grabó una versión de la canción en su álbum Everyone's a Winner.
- El músico Jimmy Nail (también de la ciudad natal de Sting Newcastle upon Tyne) lanzó una versión de «Walking on the Moon» en 2001.
- El grupo de tecno alemán Scooter utilizó partes de la canción original de The Police en la canción «Privileged to Witness» de su álbum de 2005 Who's Got the Last Laugh Now?.
- Cas Haley, finalista de America's Got Talent creó una versión reggae de la canción en su álbum debut del mismo nombre el 14 de febrero de 2008.
- Rabbit Junk también creó una versión de la canción en su álbum debut del mismo nombre.
- El álbum ¡Policía!: A Tribute to the Police de 2005 contiene una versión de The Pale.

## Músicos
- Sting: Voz principal y coros, bajo sin trastes.
- Andy Summers: Guitarras eléctricas, sintetizadores y coros.
- Stewart Copeland: Batería.

## Lista de canciones

### 7": A&M / AMS 7494 (R.U.)
1. «Walking on the Moon» (editada) - 3:59
2. «Visions of the Night» - 3:05

### 12": A&M / AMSP 7494 (R.U.)
1. «Walking on the Moon» - 4:59
2. «Visions of the Night» - 3:05